# Miss Universo 2021

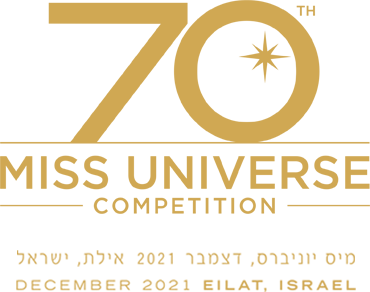
Logo del concurso

Miss Universo 2021, la 70.ª edición del concurso Miss Universo, se llevó a cabo en el Universe Dome en Eilat (Israel) el 13 de diciembre de 2021.
Representantes provenientes de ochenta países y territorios compitieron por el título en esta edición del concurso. Al final del evento, Miss Universo 2020, Andrea Meza de México, coronó como su sucesora a Harnaaz Sandhu de la India. Es la tercera —y más reciente— victoria de la India, después de las de 1994 y 2000. Sandhu se convirtió en la primera sij en ganar el título.
Steve Harvey regresó como presentador, cargo que había desempeñado por última vez en la edición de 2019. Cheslie Kryst, Miss USA 2019, y Carson Kressley actuaron como corresponsales tras bambalinas. JoJo, Noa Kirel, Harel Skaat, Valerie Hamaty y Narkis se encargaron del entretenimiento.
Fox regresó como el transmisor oficial del concurso después de estar ausente en la edición anterior. Esta también fue la última edición en ser transmitida en una cadena de televisión estadounidense.

## Antecedentes

### Sede y fecha
En enero de 2021, se informó que la Organización Miss Universo estaba en conversaciones para realizar la edición 2021 del concurso en Costa Rica a fines de 2021 o principios de 2022. Las negociaciones fueron confirmadas posteriormente por Gustavo Segura, quien se desempeñaba como ministro de Turismo en el gobierno de Costa Rica. En mayo de 2021, en su primera entrevista a People en Español después de su coronación, Andrea Meza declaró que la próxima edición del concurso podría tener lugar a finales de 2021. También reconoció que su reinado sería uno de los más cortos en la historia del concurso.
Dos meses después de la entrevista, la Organización Miss Universo confirmó que la competencia se llevaría a cabo en Eilat (Israel) en diciembre de 2021. El 27 de octubre de 2021, se confirmó que el concurso se realizaría el 12 de diciembre de 2021, en el Universe Dome, un escenario temporal y construido especialmente que fue importado a Eilat desde Portugal. También se anunció que el lugar elegido funcionaría con capacidad máxima (5 000 espectadores) para evitar preocupaciones precautorias sobre un posible resurgimiento de COVID-19, después de que el concurso de 2020 (realizado en mayo de 2021) se redujo a 1 750 espectadores (casi un cuarto de la capacidad del lugar) debido a la pandemia de COVID-19 en curso en todo el mundo.

### Selección de candidatas

#### Reemplazos
Amandine Petit, Miss Francia 2021, inicialmente estaba programada para competir en Miss Universo 2021, mientras que Clémence Botino, Miss Francia 2020, estaba programada para competir en Miss Universo 2020. Se produjo un cambio entre las dos delegadas debido a un posible conflicto de fechas entre Miss Universo 2021 y Miss Francia 2022, en el que Petit estaba contractualmente obligada a estar presente. Debbie Aflalo, originalmente la primera finalista de Miss República Dominicana 2021, fue designada para representar al país después de que la ganadora original, Andreína Martínez, dio positivo por COVID-19 poco antes de su partida programada. Kawtar Benhalima, originalmente la primera finalista de Miss Universo Marruecos 2021, fue designada para representar al país después de que la ganadora original, Fatima-Zahra Khayat, sufrió un accidente automovilístico.

#### Debuts, regresos y retiros
Esta edición marcó el debut de Baréin y el regreso de Alemania, Guinea Ecuatorial, Grecia, Guatemala, Hungría, Kenia, Marruecos, Namibia, Nigeria, Suecia y Turquía. Marruecos había competido por última vez en 1978, lo que hizo que el país participara por primera vez después de cuatro décadas de ausencia. Grecia, Guatemala y Hungría habían competido por última vez en 2018, mientras que los demás en 2019. Barbados, Belice, Indonesia y Malasia se retiraron debido a restricciones de viaje, mientras que Birmania y Uruguay se retiraron por razones no reveladas. Se esperaba que Emiratos Árabes Unidos debutara en el concurso, pero los planes cambiaron tras la cancelación de su concurso nacional.
Más tarde, Clémence Botino de Francia, dio positivo para COVID-19 al llegar a Israel y fue trasladada a un hotel de aislamiento gubernamental. Había sido completamente vacunada y se había sometido a una prueba antes de partir. Fue liberada de la cuarentena después de diez días y se reincorporó al concurso.

### Incidentes antes del concurso
La Miss Sudáfrica, Lalela Mswane, se negó a retirarse del concurso después de la presión del gobierno sudafricano. El ministro de Artes, Deportes y Cultura, Nathi Mthethwa, anunció que el gobierno se negaba a asociarse con el concurso porque «las atrocidades cometidas por Israel contra los palestinos están bien documentadas».

## Resultados

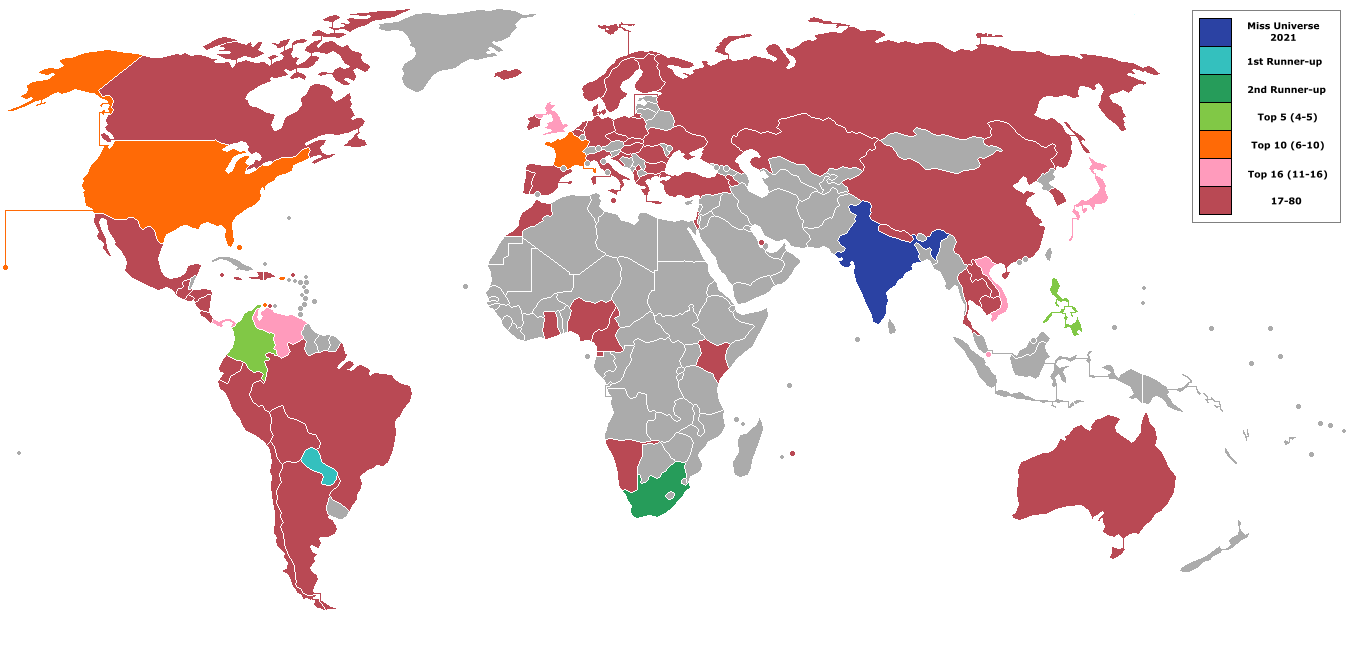
Países y territorios que enviaron candidatas y resultados para Miss Universo 2021

### Clasificación final
La ganadora, las finalistas, las semifinalistas y las cuartofinalistas son las siguientes candidatas:
| Posición           | Candidata |
| ------------------ | --- |
| Miss Universo 2021 | - India - Harnaaz Kaur Sandhu |
| Primera finalista  | - Paraguay - Nadia Ferreira |
| Segunda finalista  | - Sudáfrica - Lalela Mswane |
| Top 5              | - Colombia - Valeria Ayos - Filipinas - Beatrice Gomez |
| Top 10             | - Aruba - Thessaly Zimmerman - Bahamas - Chantel O'Brien - Estados Unidos - Elle Smith - Francia - Clémence Botino - Puerto Rico - Michelle Colón                                |
| Top 16             | - Gran Bretaña - Emma Collingridge - Japón - Juri Watanabe - Panamá - Brenda Smith - Singapur - Nandita Banna - Venezuela - Luiseth Materán - Vietnam - Nguyễn Huỳnh Kim Duyên Δ |

- Δ Elegida para el Top 16 por votación del público

### Premios especiales
Las ganadoras de los premios especiales son las siguientes candidatas:
| Premio                              | Candidata                          |
| ----------------------------------- | ---------------------------------- |
| Mejor traje nacional                | - Nigeria - Maristella Okpala      |
| Ganadora de la votación del público | - Vietnam - Nguyễn Huỳnh Kim Duyên |
| Premio al impacto social            | - Chile - Antonia Figueroa         |
| Premio Espíritu del carnaval        | - Bahamas - Chantel O'Brian        |

## El concurso

### Formato
La Organización Miss Universo introdujo varios cambios específicos al formato para esta edición. La cantidad de cuartofinalistas se redujo a dieciséis, la misma cantidad de cuartofinalistas que en 2017. Los resultados de la competencia preliminar (que consistió en la competencia de trajes de baño y de noche, y la entrevista a puerta cerrada) determinaron las dieciséis cuartofinalistas seleccionadas en general. La votación por Internet sigue en implementación, con los fanáticos pudiendo votar por otra candidata para avanzar a las cuartos de final. Las dieciséis cuartofinalistas compitieron en la competencia de trajes de baño y se redujeron a diez después. Las diez semifinalistas compitieron en la competencia de trajes de noche y se redujeron a cinco después. Las cinco finalistas compitieron en la ronda preliminar de preguntas y respuestas, y se eligieron las tres finalistas. La porción de la «última palabra» (final word) fue reintroducida, tras lo cual se anunciaron Miss Universo 2021 y sus dos finalistas.

### Comité de selección
El comité de selección estuvo conformado por las siguientes nueve personas:
- Lori Harvey, modelo estadounidense e hija de Steve Harvey
- Adriana Lima, supermodelo brasileña
- Adamari López, actriz y presentadora puertorriqueña
- Iris Mittenaere, Miss Universo 2016 de Francia
- Urvashi Rautela, actriz india y Miss Universo India 2015
- Marian Rivera, actriz y modelo filipina
- Rena Sofer, actriz estadounidense (solo apareció en la final)
- Cheslie Kryst, presentadora de televisión estadounidense y Miss USA 2019 (solo apareció en la preliminar)
- Rina Mor, Miss Universo 1976 de Israel (solo apareció en la preliminar)

## Candidatas
Ochenta candidatas compitieron por el título.
| País/Territorio           | Candidata                  | Edad | Residencia              |
| ------------------------- | -------------------------- | ---- | ----------------------- |
| Albania                   | Ina Dajci                  | 27   | Tirana                  |
| Alemania                  | Hannah Seifer Δ            | 19   | Düsseldorf              |
| Argentina                 | Julieta García Δ           | 22   | Bahía Blanca            |
| Armenia                   | Nane Avetisyan             | 24   | Ereván                  |
| Aruba                     | Thessaly Zimmerman Δ       | 27   | Oranjestad              |
| Australia                 | Daria Varlamova            | 26   | Melbourne               |
| Bahamas                   | Chantel O'Brian            | 27   | Nasáu                   |
| Baréin                    | Manar Nadeem Deyani Δ      | 25   | Riffa                   |
| Bélgica                   | Kedist Deltour             | 24   | Nazareth                |
| Bolivia                   | Nahemi Uequin              | 20   | Santa Cruz de la Sierra |
| Brasil                    | Teresa Santos              | 23   | Fortaleza               |
| Bulgaria                  | Elena Danova Δ             | 21   | Krichim                 |
| Camboya                   | Ngin Marady                | 22   | Nom Pen                 |
| Camerún                   | Michèle-Ange Minkata Δ     | 25   | Yaundé                  |
| Canadá                    | Tamara Jemuovic Δ          | 27   | Toronto                 |
| Chile                     | Antonia Figueroa           | 26   | Coquimbo                |
| China                     | Shi Yin Yang               | 21   | Zhejiang                |
| Colombia                  | Valeria Ayos               | 27   | Cartagena de Indias     |
| Corea del Sur             | Ji-Soo Kim                 | 23   | Seúl                    |
| Costa Rica                | Valeria Rees Δ             | 28   | Heredia                 |
| Croacia                   | Ora Ivanišević             | 20   | Dubrovnik               |
| Curazao                   | Shariëngela Cijntje        | 28   | Willemstad              |
| Dinamarca                 | Sara Langtved Δ            | 26   | Copenhague              |
| Ecuador                   | Susy Sacoto                | 24   | Portoviejo              |
| El Salvador               | Alejandra Gavidia          | 25   | San Salvador            |
| Eslovaquia                | Veronika Ščepánková        | 26   | Lozorno                 |
| España                    | Sárah Loinaz               | 23   | San Sebastián           |
| Estados Unidos            | Elle Smith                 | 23   | Louisville              |
| Filipinas                 | Beatrice Luigi Gomez       | 26   | Cebú                    |
| Finlandia                 | Essi Unkuri                | 23   | Vaasa                   |
| Francia                   | Clémence Botino            | 24   | Baie-Mahault            |
| Ghana                     | Naa Morkor Commodore Δ     | 27   | Acra                    |
| Gran Bretaña              | Emma Rose Collingridge     | 23   | Suffolk                 |
| Grecia                    | Sofia Arapogianni Δ        | 22   | Ítaca                   |
| Guatemala                 | Dannia Guevara Δ           | 24   | San Marcos              |
| Guinea Ecuatorial         | Martina Mituy              | 19   | Ebebiyín                |
| Haití                     | Pascale Bélony Δ           | 28   | Cabo Haitiano           |
| Honduras                  | Rose Meléndez              | 27   | Limón                   |
| Hungría                   | Jázmin Viktória            | 20   | Budapest                |
| India                     | Harnaaz Sandhu             | 21   | Chandigarh              |
| Irlanda                   | Katharine Walker Δ         | 27   | Belfast                 |
| Islandia                  | Elísa Gróa Steinþórsdóttir | 27   | Garðabær                |
| Islas Caimán              | Georgina Kerford           | 18   | George Town             |
| Islas Vírgenes Británicas | Xaria Penn                 | 18   | Tórtola                 |
| Israel                    | Noa Cochva                 | 22   | Bnei Atarot             |
| Italia                    | Caterina Di Fuccia         | 23   | Marcianise              |
| Jamaica                   | Daena Soares               | 22   | Mona                    |
| Japón                     | Juri Watanabe              | 26   | Tokio                   |
| Kazajistán                | Aziza Tokashova Δ          | 27   | Almatý                  |
| Kenia                     | Roshanara Ebrahim          | 28   | Nairobi                 |
| Kosovo                    | Shkurtesa Sejdiu           | 19   | Gnjilane                |
| Laos                      | Tonkham Phonchanheuang     | 26   | Vientián                |
| Malta                     | Jade Cini                  | 26   | La Valeta               |
| Marruecos                 | Kawtar Benhalima           | 22   | Casablanca              |
| Mauricio                  | Anne Murielle Ravina Δ     | 26   | Rodrigues               |
| México                    | Débora Hallal Δ            | 25   | Los Mochis              |
| Namibia                   | Chelsi Shikongo            | 24   | Walvis Bay              |
| Nepal                     | Sujita Basnet              | 28   | Katmandú                |
| Nicaragua                 | Allison Wassmer            | 26   | Managua                 |
| Nigeria                   | Maristella Okpala          | 28   | Enugu                   |
| Noruega                   | Nora Emilie Nakken         | 23   | Trondheim               |
| Países Bajos              | Julia Sinning              | 25   | Ámsterdam               |
| Panamá                    | Brenda Smith               | 27   | Ciudad de Panamá        |
| Paraguay                  | Nadia Ferreira Δ           | 22   | Villarrica              |
| Perú                      | Yely Rivera                | 27   | Arequipa                |
| Polonia                   | Agata Wdowiak              | 25   | Lodz                    |
| Portugal                  | Orícia Dos Santos          | 27   | Lisboa                  |
| Puerto Rico               | Michelle Colón             | 21   | Loíza                   |
| República Checa           | Karolína Kokešová Δ        | 25   | Praga                   |
| República Dominicana      | Debbie Áflalo              | 27   | Azua                    |
| Rumania                   | Carmina Coftas             | 20   | Cluj-Napoca             |
| Rusia                     | Ralina Arabova Δ           | 22   | Kazán                   |
| Singapur                  | Nandita Banna              | 21   | Singapur                |
| Sudáfrica                 | Lalela Mswane              | 24   | Richards Bay            |
| Suecia                    | Moa Sandberg               | 26   | Estocolmo               |
| Tailandia                 | Anchilee Scott-Kemmis      | 22   | Chachoengsao            |
| Turquía                   | Cemrenaz Turhan            | 24   | Estambul                |
| Ucrania                   | Hanna Neplyakh             | 24   | Dnipró                  |
| Venezuela                 | Luiseth Materán Δ          | 25   | Los Teques              |
| Vietnam                   | Nguyễn Huỳnh Kim Duyên Δ   | 25   | Cần Thơ                 |

Δ indica que la candidata fue seleccionada para competir mediante una designación.

### Galería de candidatas

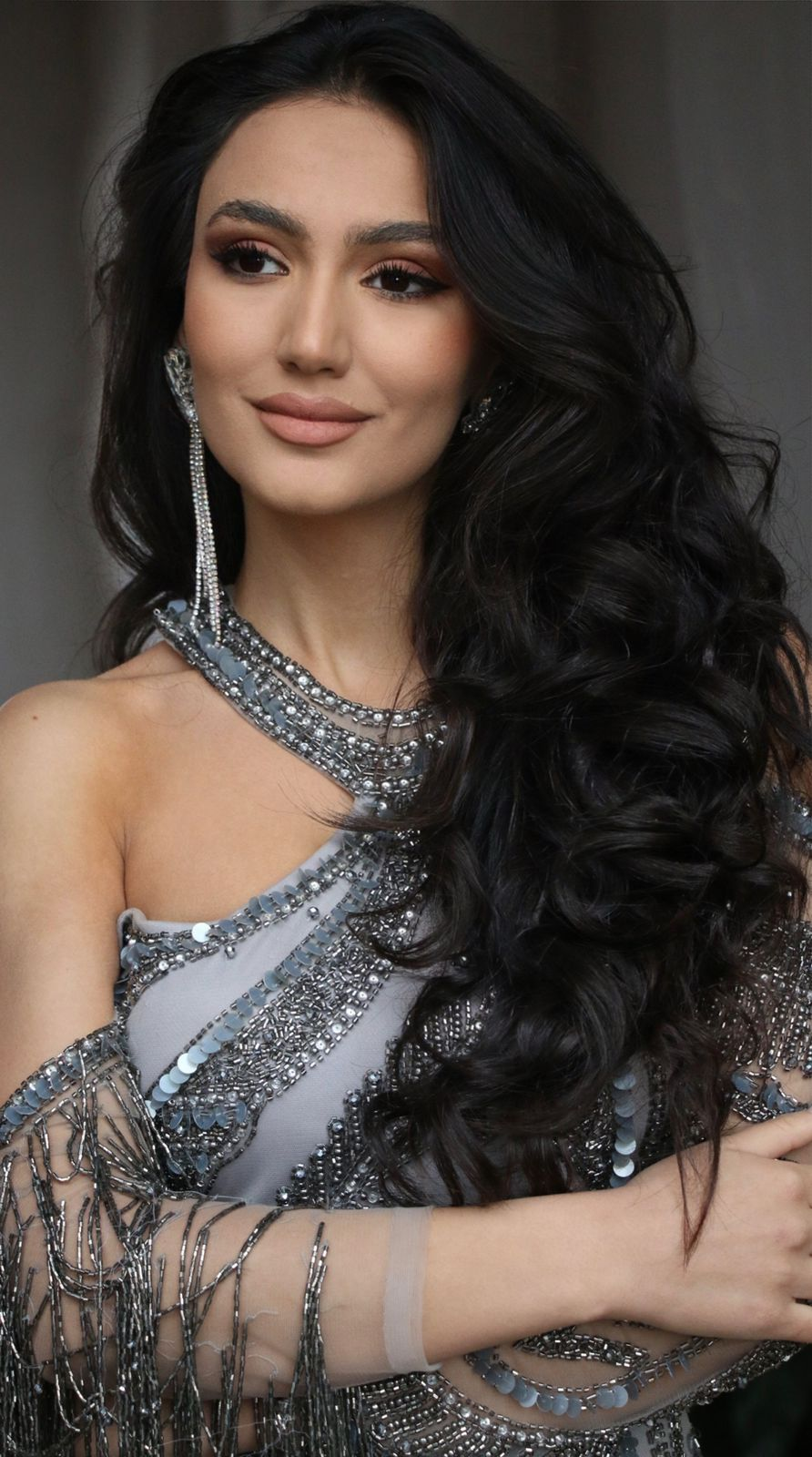
Nane Avetistan (Armenia)

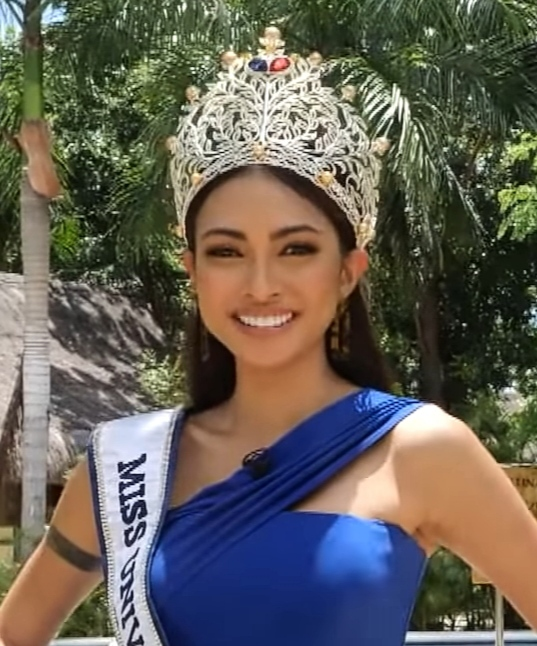
Beatrice Luigi Gomez (Filipinas)

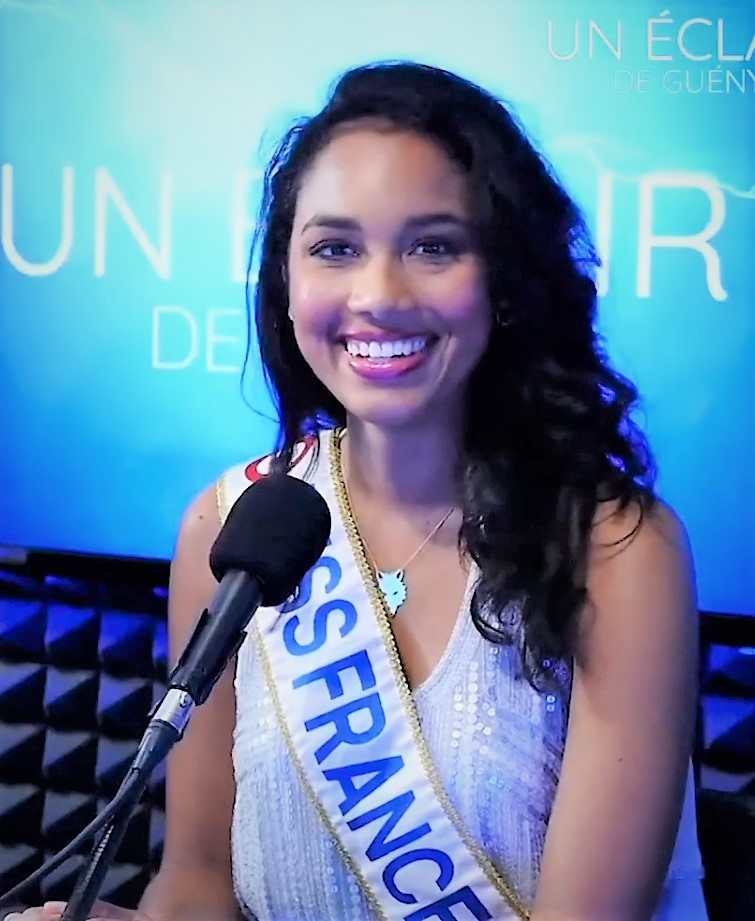
Clémence Botino (Francia)

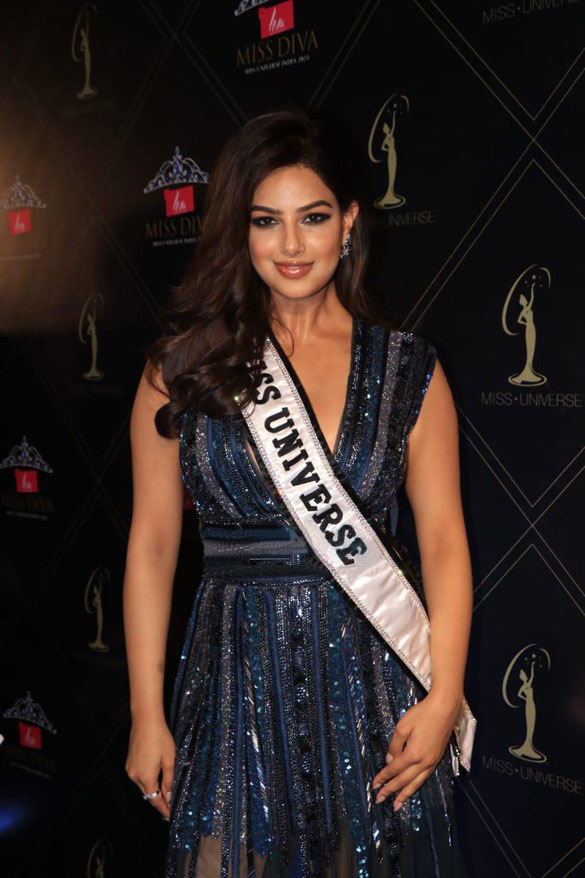
Harnaaz Kaur Sandhu (India)

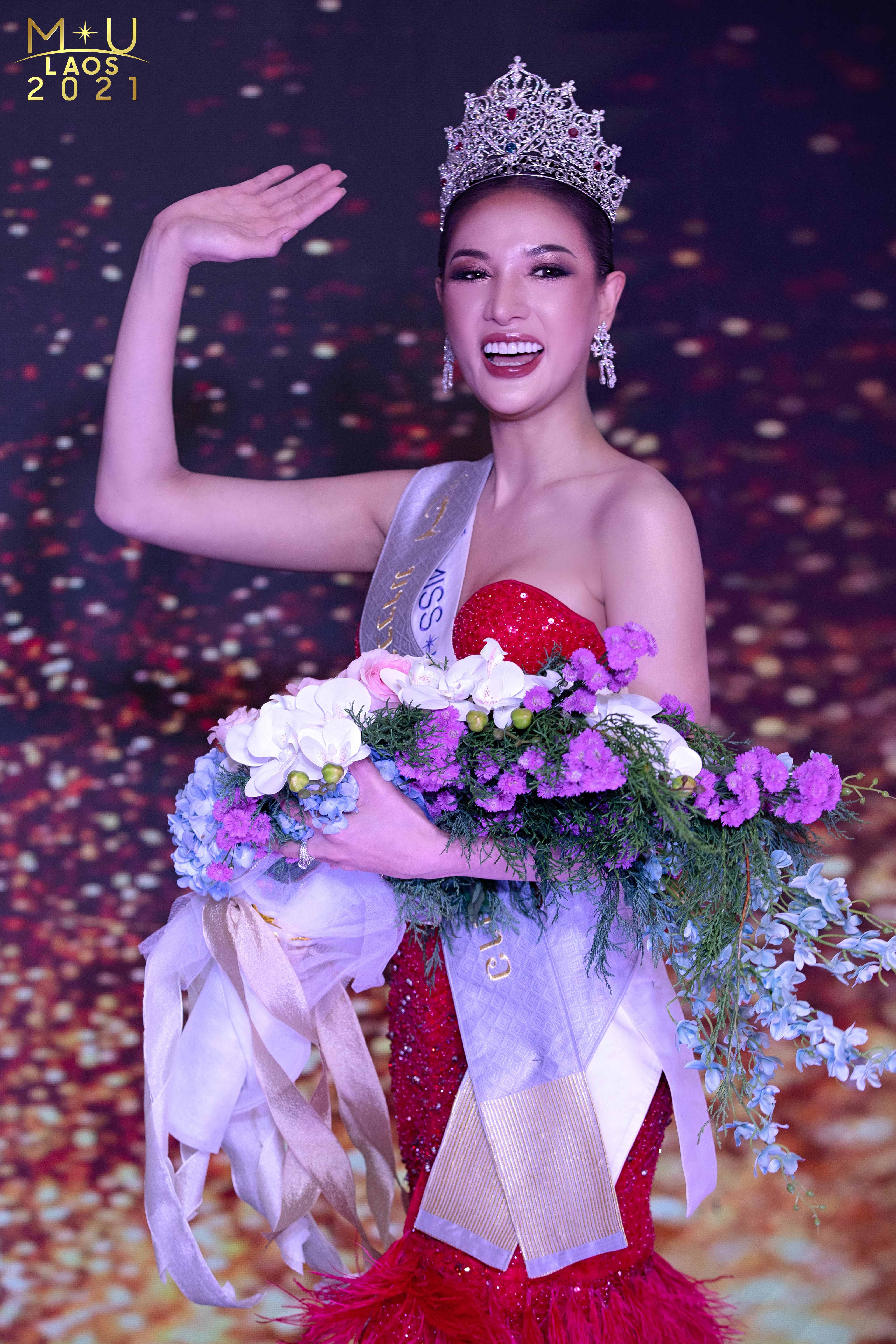
Tonkham Phonchanheuang (Laos)

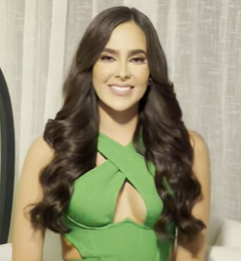
Luiseth Materán (Venezuela)